# وینسنت پلانت
وینسنت پلانت (انگلیسی: Vincent Planté؛ زادهٔ ۱۹ نوامبر ۱۹۸۰) بازیکن فوتبال اهل فرانسه است که به عنوان دروازه‌بان بازی می‌کرد.
از باشگاه‌هایی که در آن بازی کرده‌است می‌توان به باشگاه فوتبال گنگام، باشگاه فوتبال کان، باشگاه فوتبال کن، باشگاه فوتبال ستاره سرخ، و باشگاه فوتبال سن-اتین اشاره کرد.